# 上海国際貨運航空
上海国際貨運航空（シャンハイこくさいかうんこうくう）は中華人民共和国に存在した貨物航空会社である。上海航空と台湾のエバーグリーン・グループ エバー航空との合弁会社で、2006年6月に設立された。長城航空とともに2011年に中国貨運航空に吸収され、機材の運用・運航が続けられている。

## コードデーター
- IATA航空会社コード：F4
- ICAO航空会社コード：SHQ
- コールサイン："SHANGHAI CARGO"

## 主な就航先
国内2都市、国外7都市に就航
- [中華人民共和国] - 上海浦東国際空港
  - 特別行政区（1都市） - 香港
- 海外（13都市）
  - 日本
    - 東京/成田[1]
    - 大阪/関西[2]

  - 日本以外
    - アジア地域 : シンガポール、ソウル、バンコク、アンカレッジ、シカゴ、ロサンゼルス

## 運航機材（現在は全て退役）
- ボーイング737-300F[3]
- ボーイング757-200F
- マクドネル・ダグラスMD-11F

- マクドネル・ダグラスMD-11F
- ボーイング757-200F